# Poeciloxestia carlyslei
Poeciloxestia carlyslei là một loài bọ cánh cứng trong họ Cerambycidae.